# Cuphea swartziana
Cuphea swartziana är en fackelblomsväxtart som beskrevs av Spreng.. Cuphea swartziana ingår i släktet blossblommor, och familjen fackelblomsväxter. Inga underarter finns listade i Catalogue of Life.